# Alien (canção de Jonas Blue e Sabrina Carpenter)
"Alien" é uma canção gravada pela cantora estadunidense Sabrina Carpenter e pelo DJ e produtor britânico Jonas Blue, tirada das edições japonesas do álbum de estreia de Blue, Blue e do álbum de Carpenter, Singular: Act I. A faixa foi escrita por Carpenter, Janee Bennett e seu produtor Blue. A música foi lançada pela Hollywood Records em 16 de março de 2018. "Alien" descreve como é estar perdido nos sentimentos de alguém e como isso pode ser alienante. A música alcançou o primeiro lugar na parada Dance Club Songs da Billboard. Foi acompanhado por um videoclipe dirigido por Carly Cusson que estreou em seu canal Vevo em 29 de março de 2018.

## Antecedentes e gravação
A ideia da música surgiu durante um encontro de fim de semana em Londres entre os dois artistas. De acordo com Sabrina, ela descreve como é se perder nos sentimentos de alguém e como isso pode ser alienante, daí o título da música.

## Composição e interpretação lírica
Musicalmente, "Alien" é uma música de dois minutos e cinquenta e quatro segundos. Em termos de notação musical, "Alien" foi composta usando 4
4 tempo comum na tonalidade de si bemol menor, com um andamento moderado de 106 batidas por minuto. A música segue a progressão de acordes de Sol maj7-A ♭ -B ♭ m (add4) -A ♭ sus nos versos e a extensão vocal de Carpenter vai da nota baixa A ♭ 3 à nota alta de D ♭ 5, dando o música uma oitava e três notas de intervalo.

## Videoclipe
Foi lançado pela primeira vez um videoclipe vertical dirigido por Alexandra Gavillet por meio do Spotify em 16 de março de 2018 e posteriormente no Vevo e no YouTube em 11 de abril de 2018. O videoclipe foi lançado pela Vevo e YouTube em 30 de março de 2018 e foi dirigido por Carly Cusson.

## Lista de faixas
| Download digital |         |         |  |
| N.º              | Título  | Duração |  |
| 1.               | "Alien" | 2:54    |  |

| Download digital – M-22 Remix |                      |         |  |
| N.º                           | Título               | Duração |  |
| 1.                            | "Alien" (M-22 Remix) | 3:25    |  |

| Download digital – Dark Heart Remix |                            |         |  |
| N.º                                 | Título                     | Duração |  |
| 1.                                  | "Alien" (Dark Heart Remix) | 3:29    |  |

| Download digital - versão acústica |                    |         |  |
| N.º                                | Título             | Duração |  |
| 1.                                 | "Alien" (Acústico) | 3:24    |  |

## Créditos e pessoal
Gravação e gerenciamento
- Masterizado no The Erchange Mike Marsh Mastering (Devon, Inglaterra)
- Seven Summits Music / Pink Mic Music, Universal Music Publishing Ltd, Universal Songs Of PolyGram Int., Inc.

Pessoal
- Sabrina Carpenter - vocais principais, composição
- Janee Bennett - composição
- Jonas Blue - composição, produção, gravação, mixagem, arranjo, programação, vocais
- Mike Marsh - vocais, masterização

Créditos adaptados das notas de Blue (Edição Japonesa).

## Desempenho nas tabelas
| Tabelas Semanais(2018)                            | Melhor posição |
| ------------------------------------------------- | -------------- |
| Austrália Hitseekers (ARIA)                       | 3              |
| Nova Zelândia Heatseekers (RMNZ)                  | 9              |
| Estados Unidos (Billboard Dance/Electronic Songs) | 12             |
| Estados Unidos (Billboard Dance Club Songs)       | 1              |

| Tabela Anual (2018)                         | Posição |
| ------------------------------------------- | ------- |
| Estados Unidos (Billboard Dance Club Songs) | 18      |
| EUA Hot Dance/Electronic Songs (Billboard)  | 53      |

## Históricos de lançamentos
| Região | Data                | Formato(s)             | Ref.   |
| ------ | ------------------- | ---------------------- | ------ |
| Vários | 18 de março de 2018 | Download digital       |        |
| Itália | 6 de abril de 2018  | Contemporary hit radio | [ 17 ] |